# 圣安德烈德朗西兹
圣安德烈德朗西兹（法語：Saint-André-de-Lancize，法語發音：[sɛ̃.t‿ɑ̃dʁe də lɑ̃siz]）是法国洛泽尔省的一个市镇，属于弗洛拉克区。

## 地理
圣安德烈德朗西兹（44°15'29"N, 3°48'37"E）面积22.78 平方千米，位于法国奧克西塔尼大區洛泽尔省，该省份为法国南部内陆省份，北起上盧瓦爾省和康塔爾省，西接阿韦龙省，南至加尔省，东临阿尔代什省。
与圣安德烈德朗西兹接壤的市镇（或旧市镇、城区）包括：圣普里瓦德瓦隆格、圣伊莱尔德拉维、圣日耳曼-德卡尔贝特、卡萨尼亚、蓬德蒙韦尔-叙德蒙洛泽尔。

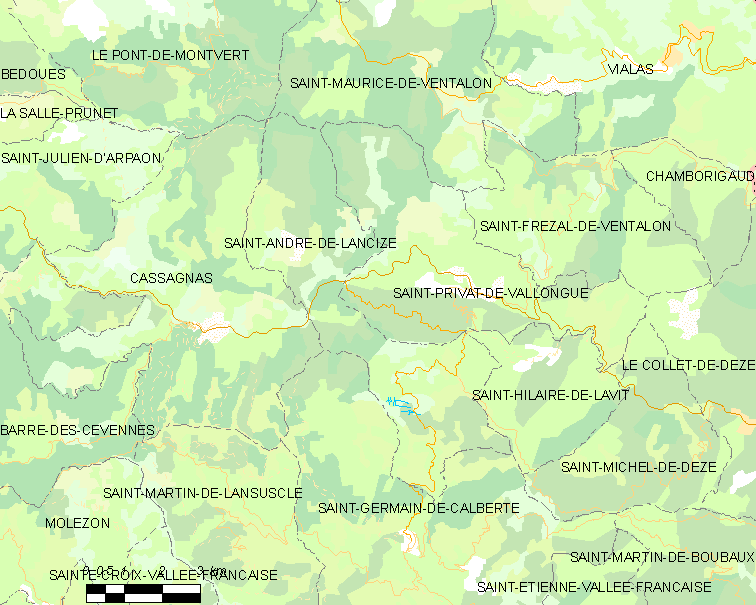
圣安德烈德朗西兹的OSM定位图

圣安德烈德朗西兹的时区为UTC+01:00、UTC+02:00（夏令时）。

## 行政
圣安德烈德朗西兹的邮政编码为48240，INSEE市镇编码为48136。

## 政治
圣安德烈德朗西兹所属的省级选区为勒科莱德代兹县。

## 人口

1962-2008年间圣安德烈德朗西兹人口变化图示

圣安德烈德朗西兹于2022年1月1日时的人口数量为163人。